# Bürs
Bürs – gmina w Austrii, w kraju związkowym Vorarlberg, w powiecie Bludenz. Według Austriackiego Urzędu Statystycznego liczyła 3169 mieszkańców (1 stycznia 2015).